# Alfabet polski

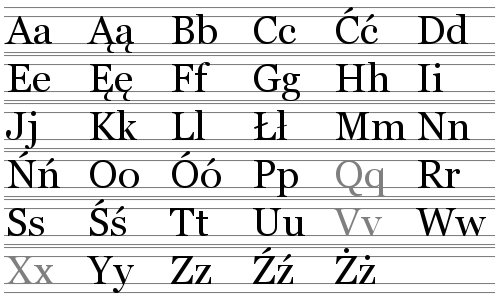
Alfabet polski (litery szare nie są używane w słowach pochodzenia polskiego).

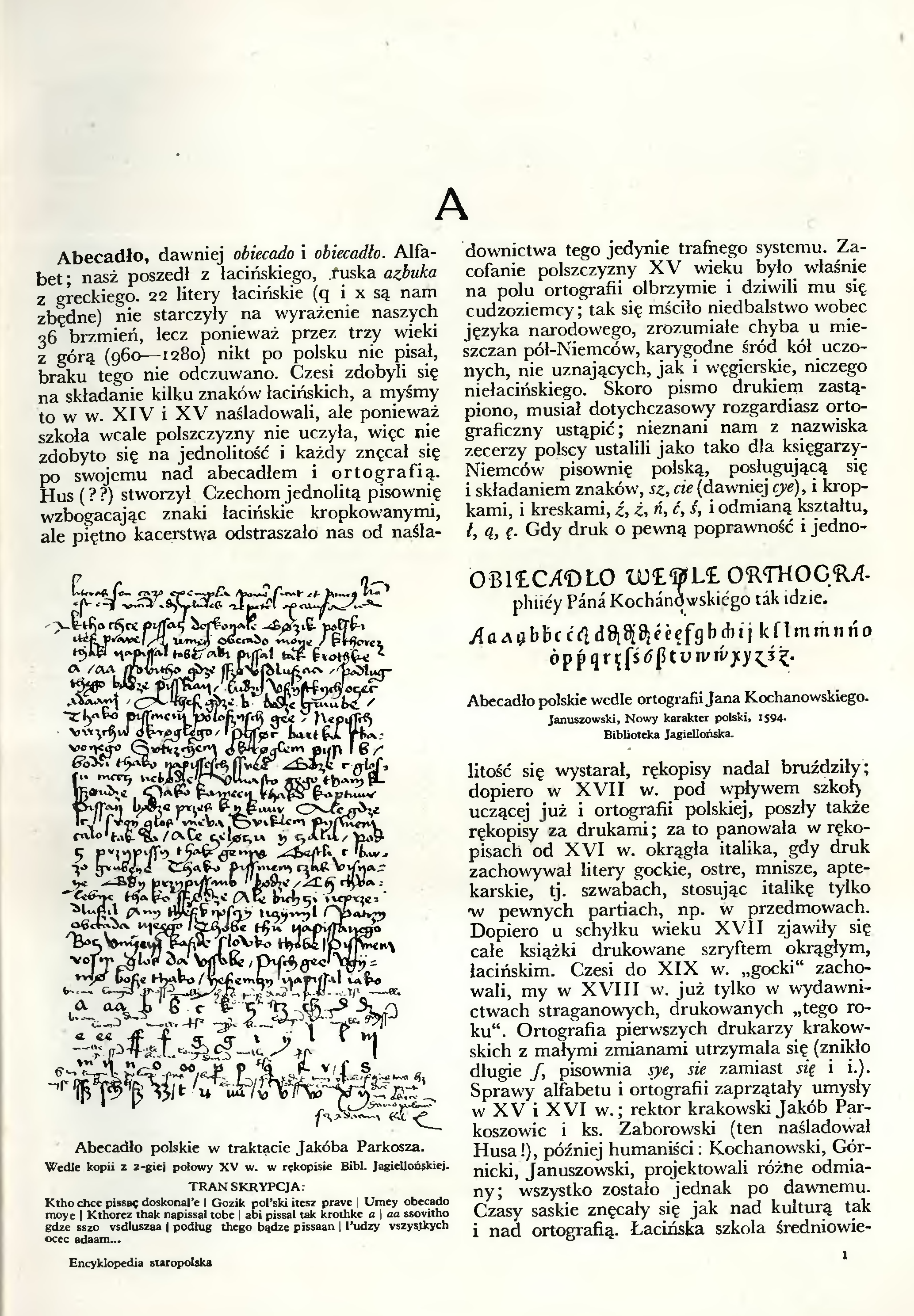
Hasło „Abecadło” z Encyklopedii staropolskiej Brücknera.

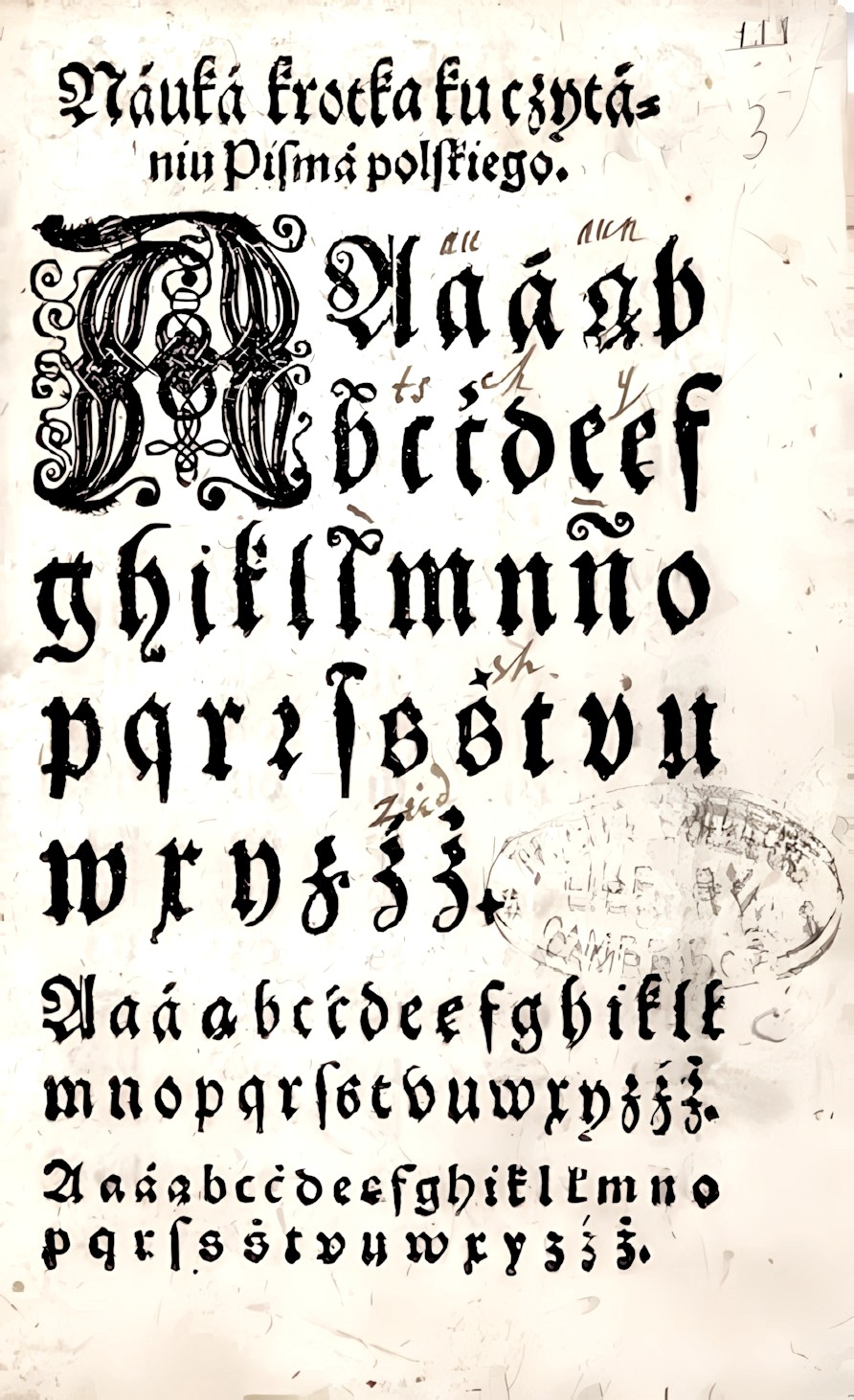
Alfabet polski z XVI wieku, z: Nauka krotka ku czytaniu pisma polska, Königsberg, Georg Osterberger, zbiory Cambridge Trinity College

Alfabet polski, abecadło (dawniej: obiecadło, obiecado) – alfabet dwuszeregowy oparty na alfabecie łacińskim używany do zapisu języka polskiego.

## Litery
Oparty jest na piśmie łacińskim i składa się obecnie z 32 liter, z czego 9 ma znaki diakrytyczne. Każda litera może występować w formie majuskuły lub minuskuły z wyjątkiem liter ą, ę oraz ń, które nigdy nie występują na początku wyrazu. Majuskuła litery y (Y) występuje jedynie w wyjątkach, m.in. w zapożyczeniach i pisowni historycznej.
Dodatkowo używane są litery q, v i x w niektórych wyrazach pochodzenia obcego, czyli zapożyczonych bądź w pisowni historycznej. Litery te są też używane w szeregowaniu alfabetycznym wyrazów zgodnie z ich miejscem w alfabecie łacińskim. Z tych powodów litery te są niekiedy zaliczane do alfabetu polskiego, w takim przypadku alfabet polski liczy 35 liter.
W poniższej tabeli przedstawiono litery wraz z ich nazwami:
| Lp. | Majuskuła | Minuskuła | Nazwa                                 |
| --- | --------- | --------- | ------------------------------------- |
| 1   | A         | a         | a                                     |
| 2   | Ą         | ą         | ą; a z ogonkiem                       |
| 3   | B         | b         | be                                    |
| 4   | C         | c         | ce                                    |
| 5   | Ć         | ć         | cie; ci; ce z kreską                  |
| 6   | D         | d         | de                                    |
| 7   | E         | e         | e                                     |
| 8   | Ę         | ę         | ę; e z ogonkiem                       |
| 9   | F         | f         | ef                                    |
| 10  | G         | g         | gie                                   |
| 11  | H         | h         | ha                                    |
| 12  | I         | i         | i                                     |
| 13  | J         | j         | jot                                   |
| 14  | K         | k         | ka                                    |
| 15  | L         | l         | el                                    |
| 16  | Ł         | ł         | eł; el z kreską                       |
| 17  | M         | m         | em                                    |
| 18  | N         | n         | en                                    |
| 19  | Ń         | ń         | eń; ni; en z kreską                   |
| 20  | O         | o         | o                                     |
| 21  | Ó         | ó         | o z kreską; o kreskowane; u zamknięte |
| 22  | P         | p         | pe                                    |
| 23  | (Q)       | (q)       | ku                                    |
| 24  | R         | r         | er                                    |
| 25  | S         | s         | es                                    |
| 26  | Ś         | ś         | eś; si; es z kreską                   |
| 27  | T         | t         | te                                    |
| 28  | U         | u         | u; u otwarte                          |
| 29  | (V)       | (v)       | fał, rzadziej: we                     |
| 30  | W         | w         | wu                                    |
| 31  | (X)       | (x)       | iks                                   |
| 32  | Y         | y         | y; igrek                              |
| 33  | Z         | z         | zet                                   |
| 34  | Ź         | ź         | ziet; zet z kreską                    |
| 35  | Ż         | ż         | żet; zet z kropką                     |

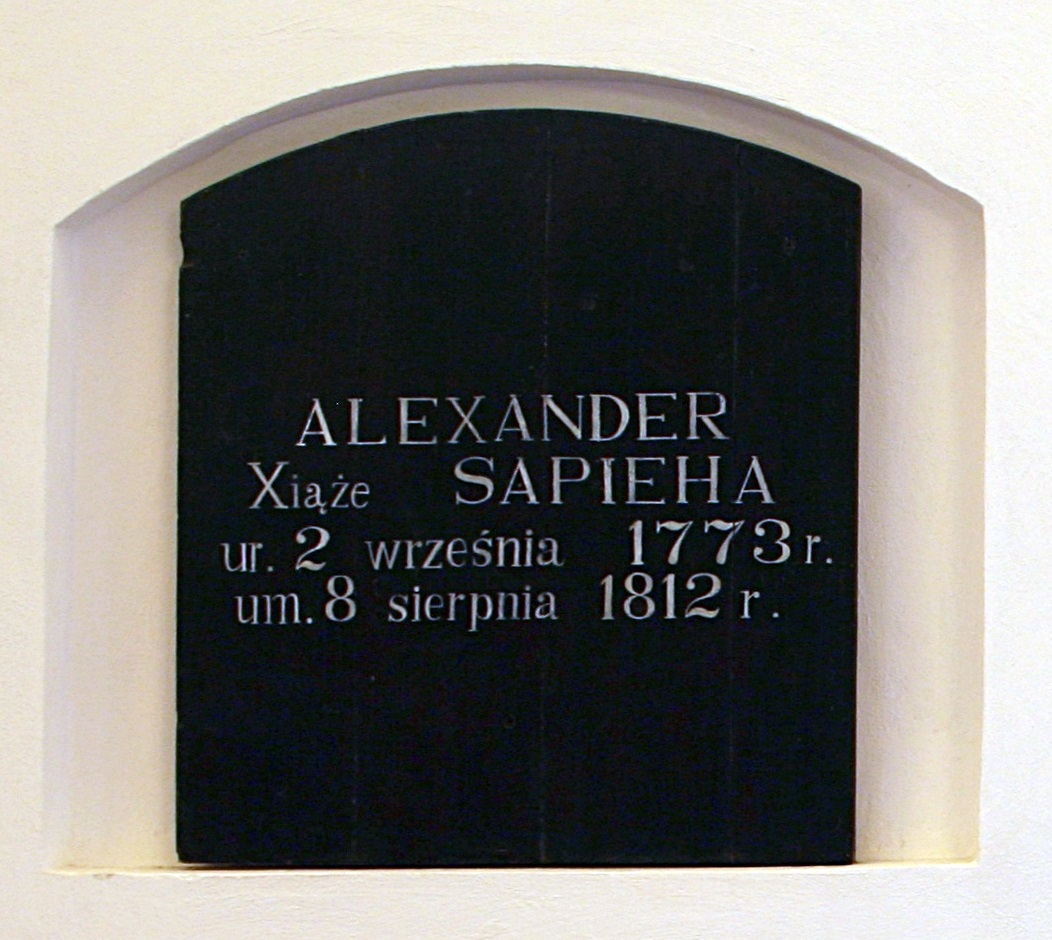
Litera X w tytule książę

Literę q w języku polskim można spotkać w niektórych tradycyjnych zapożyczeniach, np. quasi, qui pro quo, a także w zapożyczeniach niedawno wprowadzonych, np. quad, quiz, aquapark, quetta, quecto.
Literę v można spotkać jako cyfrę rzymską o wartości 5, a także w niektórych tradycyjnych zapożyczeniach, np. varsaviana, vel, verso, via, vide, villanella, Virtuti Militari, zapożyczeniach niedawno wprowadzonych, np. van, Vanuatu, velostrada, vlog, a także w niektórych skrótowcach, np. TV, pochodzącym od angielskiego słowa television, oznaczającego telewizję, TVP, oznaczającym Telewizję Polską, VAT, pochodzącym od angielskiego określenia value added tax, oznaczającego podatek od wartości dodanej, VIN, VIP, HIV. Oprócz tego literę tę można spotkać w pisowni wyrazów nie będących zapożyczeniami, lecz typowych dla niektórych kultur i grup społecznych, np. vlepka.
Literę x można spotkać jako cyfrę rzymską o wartości 10, a także w zapisie:
- niektórych tradycyjnych zapożyczeń, np. xenia[10]
- niewiadomej, nieznanych obiektów, osób, wielkości (np. oś x-ów, 5x, xy, pan X, planeta X)
- nazwisk polskich pisanych w ten sposób od dawna, np. Axentowicz, Axer
- skrótu wyrazów „książę” czy „ksiądz”
- rodzimych skrótowców, głównie będących nazwami firm związanych z eksportem, np. Budimex, Hortex, Rolimpex, Stalexport
- nazw leków, np. oxeladin, madroxin, hydroxizin, maalox.

Do reformy ortograficznej w 1830 roku litera x była powszechnie używana w polszczyźnie, zarówno w wyrazach rodzimych (np. xiądz, xięstwo, xięga), jak i zapożyczeniach, zwłaszcza z łaciny i greki (np. examin, axamit, oxymoron). Likwidację tej litery z polskiego piśmiennictwa ówcześni językoznawcy argumentowali tym, że polskie pismo jest głoskowe, zatem jedna litera powinna oznaczać jeden dźwięk, a także że w wymowie litera x była czytana albo jako [ks] albo jako [gz].

## Historia

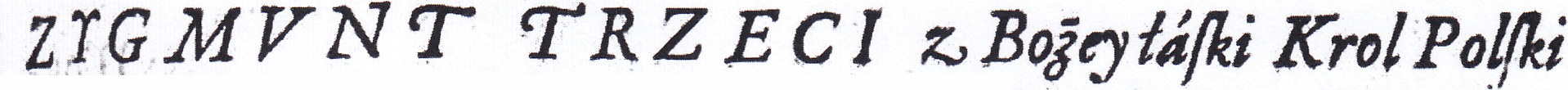
Próbka XVII-wiecznego zapisu polskiego tekstu.

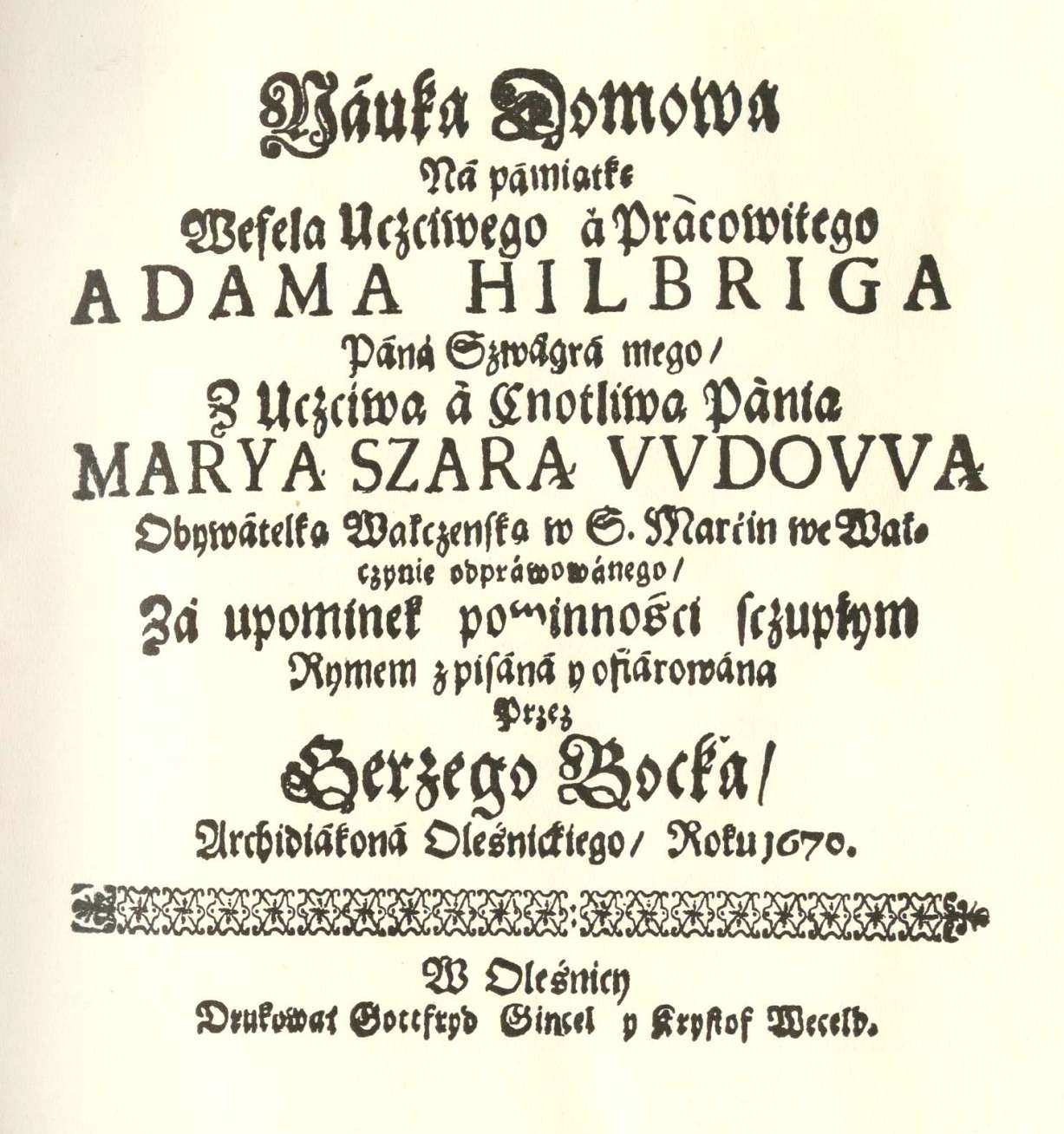
Nauka domowa Jerzego Bocka wydana po polsku mieszaną czcionką gotycką i antykwą w Oleśnicy w 1670 roku.

obiecado, obiecadło, […] przez trzy wieki z górą (960–1280) nikt po polsku nie pisał […]. Czesi zdobyli się na składanie kilku znaków łacińskich, a myśmy to w w. XIV i XV naśladowali, ale ponieważ szkoła wcale polszczyzny nie uczyła, więc nie zdobyto się na jednolitość i każdy znęcał się po swojemu nad abecadłem i ortografią. Hus (??) stworzył Czechom jednolitą pisownię wzbogacając znaki łacińskie kropkowanymi, ale piętno kacerstwa odstraszało nas od naśladownictwa tego jedynie trafnego systemu. […] tak się mściło niedbalstwo wobec języka narodowego, zrozumiałe chyba u mieszczan pół-Niemców, karygodne śród kół uczonych, nie uznających, jak i węgierskie, niczego niełacińskiego. Skoro pismo drukiem zastąpiono, musiał dotychczasowy rozgardiasz ortograficzny ustąpić; nieznani nam z nazwiska zecerzy polscy ustalili jako tako dla księgarzy-Niemców pisownię polską, posługującą się i składaniem znaków, sz, cie (dawniej cye), i kropkami, i kreskami, ź, ż, ń, ć, ś, i odmianą kształtu, ł, ą, ę.

Druk polski zachował pismo gotyckie do XVII wieku w odmianie zwanej szwabachą. Dopiero u schyłku XVII wieku pojawiały się już całe książki drukowane okrągłą italiką. W Czechach druk gotycki zachował się do XIX wieku, w Polsce do XVIII wieku głównie w wydawnictwach straganowych. Pierwszymi językoznawcami polszczyzny byli w dziedzinie alfabetu i ortografii rektor krakowski Jakub Parkoszowic i ks. Zaborowski, naśladujący wzory Jana Husa. Ich następcami byli późniejsi humaniści Kochanowski, Górnicki i Januszowski.
Przy wyliczeniach alfabetycznych przeważnie nie są używane litery ze znakami diakrytycznymi, a w zamian są często stosowane litery Q (ku), V (fał) i X (iks). Dawniej spotykany był także wariant obejmujący tylko 23 polskie litery podstawowego alfabetu łacińskiego oraz X (iks) i Ł (eł) lecz obecnie wyszedł on prawie z użycia.
Staropolski alfabet stworzony przez:
- Stanisława Zaborowskiego (1470–1529; w Ortografii): „A á ạ ą b c c̈ ć ch d d’ ḋ e ē f g h ch i ī j k l ł m n n̈ o ō p r ṙ s s̈ ś t u v w ẅ x ẍ ẋ y z ż.”, a ponadto „b, d, g, k, m, p, v, z” ze znakiem diakrytycznym symbolizującym współcześnie dierezę (◌̈) przeznaczoną dla samogłosek (brak odwzorowania dla wymienionych liter)[15];
- Jana Kochanowskiego (1530–1584): „A à á ą b b’ c ć cz d dz dź dż e è é ę f g h ch i j k l ł m m’ n ń o ò ó p p’ q r rz s ś sz t u w w’ x y z ź ż.”[16][17][18][19][20][21][22].

Ponadto na Polesiu wśród Tatarów do zapisu języka polskiego używane było pismo arabskie dostosowane do języka polskiego.

## Dwuznakii trójznaki
W pisowni polskiej stosowane są dwuznaki:
- ch
- cz
- dz
- dź
- dż
- rz
- sz.

Nie każda sytuacja występowania zestawienia liter rz jest sytuacją występowania dwuznaku rz, gdyż w wyrazach takich jak „marznie”, „mierzi” czy „Tarzan” mamy do czynienia z parami głosek r + z / r + ź. Podobnie w przypadku zestawienia liter dz, pierwsza z nich może być elementem przedrostka „od”, np. „odznaczyć”. Znak i zmiękcza niektóre z poprzedzających spółgłosek lub grup spółgłoskowych. Przed samogłoską zazwyczaj nie jest czytany i służy wyłącznie do zapisu zmiękczenia. Szczegółowy opis roli dwuznaków w wymowie znajduje się w artykule w Wikisłowniku.
W ortografii polskiej występuje też trójznak dzi oraz zmiękczenia: ci, ni, si, zi.

## Częstość występowania liter

Wykres częstości liter polskiego alfabetu (bez q, v i x).

Poniżej zaprezentowano procentowy udział liter w próbce Narodowego Korpusu Języka Polskiego z 2012 liczącej ponad 300 milionów segmentów (około 250 milionów słów ortograficznych).
| a      | ą      | b      | c      | ć      | d      | e      |
| ------ | ------ | ------ | ------ | ------ | ------ | ------ |
| 8,965% | 1,021% | 1,482% | 3,988% | 0,448% | 3,293% | 7,921% |
| ę      | f      | g      | h      | i      | j      | k      |
| 1,131% | 0,312% | 1,377% | 1,072% | 8,286% | 2,343% | 3,411% |
| l      | ł      | m      | n      | ń      | o      | ó      |
| 2,136% | 1,746% | 2,911% | 5,600% | 0,185% | 7,590% | 0,823% |
| p      | q      | r      | s      | ś      | t      | u      |
| 3,101% | 0,003% | 4,571% | 4,263% | 0,683% | 3,966% | 2,347% |
| v      | w      | x      | y      | z      | ź      | ż      |
| 0,034% | 4,549% | 0,019% | 3,857% | 5,620% | 0,061% | 0,885% |

Najczęściej występującą literą jest a (8,965%). Występuje 2526 razy tyle, co najrzadsza q (0,003%).

## Kodowanie polskich liter ze znakami diakrytycznymi
| Wielkie litery | Ą              | Ć               | Ę              | Ł               | Ń               | Ó               | Ś               | Ź               | Ż             | Ƶ (wariant graf. Ż) |
| HTML           | &#260; &Aogon; | &#262; &Cacute; | &#280; &Eogon; | &#321; &Lstrok; | &#323; &Nacute; | &#211; &Oacute; | &#346; &Sacute; | &#377; &Zacute; | &#379; &Zdot; | &#437;              |
| Unicode        | U+0104         | U+0106          | U+0118         | U+0141          | U+0143          | U+00D3          | U+015A          | U+0179          | U+017B        | U+01B5              |
| Wynik          | Ą              | Ć               | Ę              | Ł               | Ń               | Ó               | Ś               | Ź               | Ż             | Ƶ                   |

| Małe litery | ą              | ć               | ę              | ł               | ń               | ó               | ś               | ź               | ż             | ƶ (wariant graf. ż) |
| HTML        | &#261; &aogon; | &#263; &cacute; | &#281; &eogon; | &#322; &lstrok; | &#324; &nacute; | &#243; &oacute; | &#347; &sacute; | &#378; &zacute; | &#380; &zdot; | &#438;              |
| Unicode     | U+0105         | U+0107          | U+0119         | U+0142          | U+0144          | U+00F3          | U+015B          | U+017A          | U+017C        | U+01B6              |
| Wynik       | ą              | ć               | ę              | ł               | ń               | ó               | ś               | ź               | ż             | ƶ                   |